# Branislav Dešković
Branislav Dešković (Pučišća, 11. ožujka 1883. – Zagreb, 20. kolovoza 1939.), hrvatski akademski kipar.
Školovao se u Veneciji, Beču i Parizu, gdje redovito izlaže na Salonu. Kao dobrovoljac otišao je u rat u Crnu Goru 1914. godine, a poslije u Rim, Ženevu i Pariz. Od 1921. godine živio je u Splitu. 
Bio je poznat kao strastveni lovac, i to se odrazilo na njegov umjetnički rad. Najizrazitiji je animalist u hrvatskoj skulpturi. Izrađivao je ponajviše kipove lovačkih pasa (iskonski element njegove mladosti) u raznim položajima, ali također i drugih životinja. 
Za boravka u Sarajevu 1910., dobio je nadahnuće u bosanskim likovima, koje je prikazao u nekoliko skulptura.
Od materijala, volio je koristiti kamen, glinu i broncu. Smatran je prvim impresionistom hrvatskog kiparstva. Zbog neurednog i bohemskog života, psihički je obolio.
U Bolu na Braču postoji i Galerija umjetnina "Branislav Dešković" (gdje mu se nalazi dio njegovih djela), a na HRT-u je dobio i kratku TV-emisiju posvećenu njegovom kipu "Pas koji se češe".
Djela su mu nalaze izložena i u Splitu i Zagrebu.
Poznata djela:
- "Dva starca"
- "Tegleći konj"
- "Odmor"
- "Pas koji se češe"
- "Poprsje Turčina"

## Zanimljivosti
Američkom predsjedniku Wilsonu je darovao skicu za spomenik "Pobjeda slobode" (izrađenu u Parizu 1918.), kao znak zahvale za to što se zauzimao za male narode odnosno za ostvarenje njihove želje za slobodom.